# 滿洲航空
满洲航空株式会社（日语：／）系1931年9月26日在满洲国建立的国家航空公司。简称满航（日语：／ Mankō）。

## 沿革

### 满洲国建国
1932年（大同元年）3月1日满洲国成立。为了配合满洲国国家机器的运作，关东军将在滿洲服务的军用航线，也就是1931年成立的关东军军用定期航空事务所的基础上委托日本航空运输公司组建了新的航空公司并命名为满洲航空株式会社。该会社主要的持股人为：满洲国政府、南满铁道、住友合资会社，注册资本为385万元时值日元。
同年9月，日满议定书明文载明日本有在满洲国境内飞航之权利。

### 大范围业务
满航与民资航空公司不同，除了民航线路、货运线路以及先前保留的军事运输任务之外，还承担了满洲国国家邮政业务，航拍测绘调查任务，航空器械制造维修等。得益于国家资本背景，满洲航空垄断了满洲国当时的航空器制造与维修业务，航拍测绘业务，铁路监查警备，资源勘探调查，医疗紧急物品调送业务。

### 繁荣和消逝
1936年（康德3年），满航的定期航路总长度达到9,000千米，全部航线里程为15,000千米。满洲国以及周边地区的政治经济中心全部处于飞航范围之内。此时的资本也从初始的385万时值日元达到康德3年10月的800万时值日元。其总部位于奉天商埠地经五纬九路。

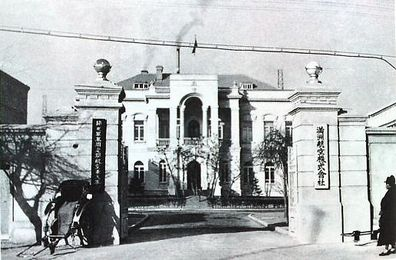
滿洲航空株式會社在经五纬九路的总部

随后第二次世界大战爆发。1941年12月，满洲国对美利坚合众国等同盟国宣战。
1945年8月，苏联红军發動八月風暴行動，满洲国覆亡，满航解散。

## 飞机种类

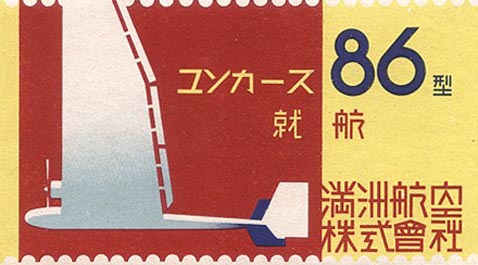
满洲航空新型飞机容克Ju 86服役纪念邮票

得益于日本加入了反共产国际协定，满洲国可以从日本取得英美德等国出口的原材料进行飞机组装。虽然绝大多数飞机都是从日航直接引渡过来使用，但是满航在日本航空运输公司的协力下还是尝试了自行研发新的机型，其中MT-1型成功量产配装服役。
- 满航 MT-1 - 满航自行研发量产的民航机型。
- 三菱 MC-20
- 中岛飞机 AT-2
- 容克 Ju 86
- 容克 Ju 160
- 亨克尔 He 116
- 梅塞施密特 Bf 108B型号 外号「台风」
- Fokker Super Universal - 在满洲国进行授权生产。
- 德哈维兰・Puss Moth
- 洛克希德・L-14

## 目的地

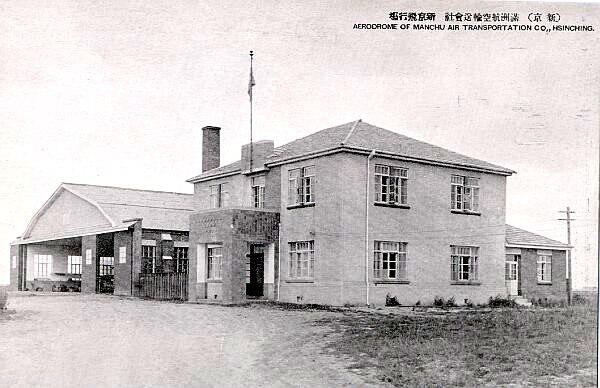
新京飛行場（今长春大房身机场）

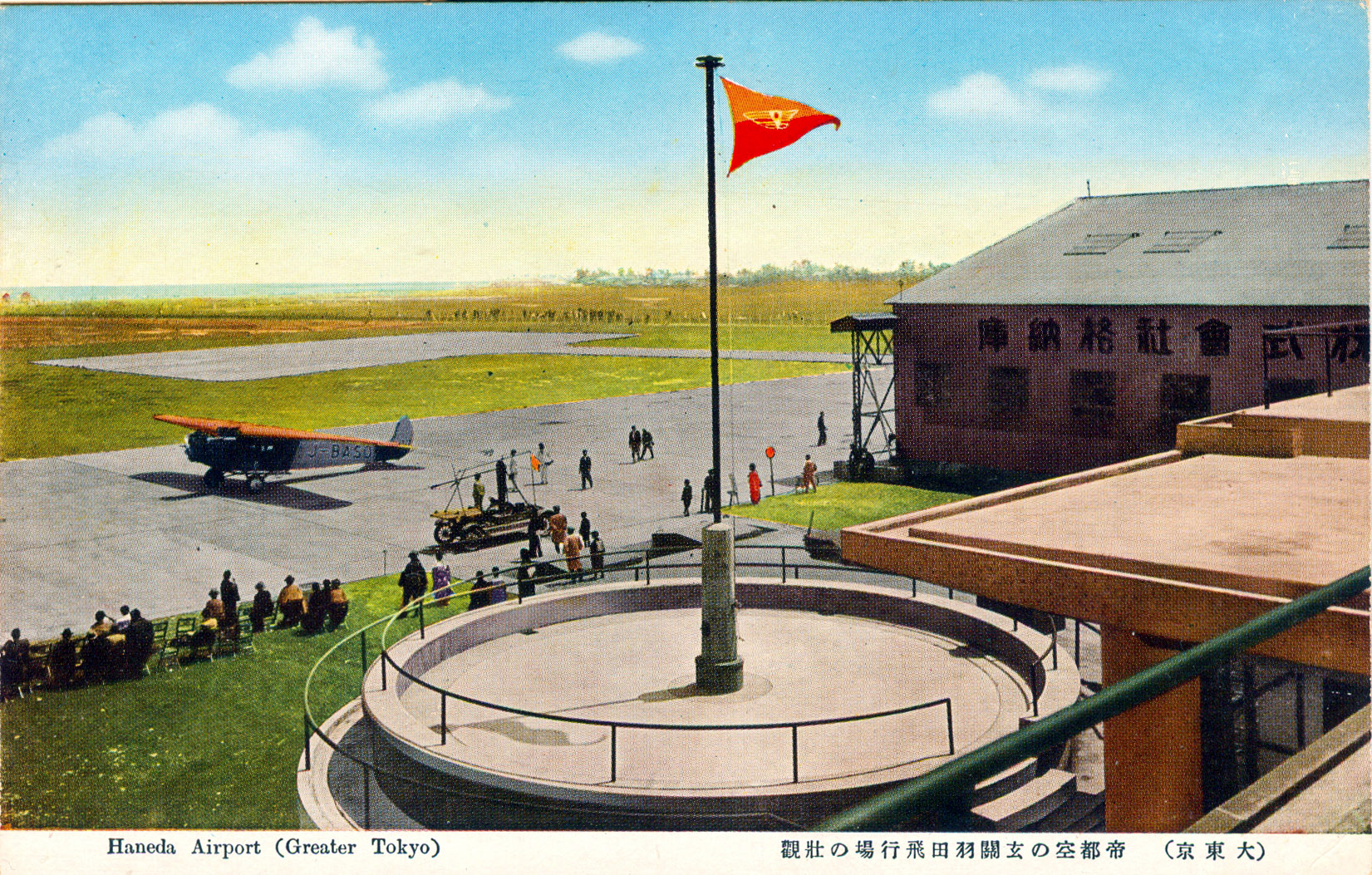
羽田飛行場（即東京國際機場）

满洲国国内和去往日本均设为定期航线。
- 满洲国和中华民国
  - 新京
  - 奉天
  - 大連
  - 佳木斯
  - 天津

- 日本
  - 内地
    - 東京
    - 大阪
    - 福冈

  - 外地
    - 平壤（日属朝鲜）
    - 蔚山（日属朝鲜）

## 类似航空公司
- 国际航空株式会社 - 满洲航空的全额子公司，随新京往柏林的国际航线开通而成立。随后1938年同日本航空运输公司合并组成大日本航空。